# استیون کوپولا
استیون کوپولا (انگلیسی: Steven Coppola؛ زادهٔ may ۲۲, ۱۹۸۴ (۴۰ سال)) ورزشکار روئینگ اهل ایالات متحده آمریکا است.
وی در مسابقات کشوری و بین‌المللی در مجموع برندهٔ ۱ مدال برنز شده‌است.